# Cray Operating System
Cray Operating System (COS) — проприетарная операционная система, разработанная компанией Cray Research для выпускавшихся ею суперкомпьютеров Cray-1 (1976), Cray X-MP (1982). Являлась основной для этих платформ до выхода UNICOS в 1985 одновременно с выходом Cray-2, где основной ОС стала UNICOS, а COS — опциональной. COS поставлялась со средствами разработки на Cray Assembler Language (CAL), Cray FORTRAN (CFT) и Pascal.
Так как COS была написана бывшими работниками компании Control Data Corporation (CDC), то её командный язык и внутренняя организация сильно похожа на операционную систему SCOPE для компьютера CDC 7600 и ещё более раннюю ОС EXEC*8, использовавшуюся в более ранних разработках CDC для серии ERA/UNIVAC. Пользовательские задания для COS передавались через коммуникационный компьютер, который был соединён с суперкомпьютером высокоскоростным каналом связи и назывался station software. В качестве коммуникационного компьютера обычно выступали мейнфреймы IBM или CDC, а также мини-компьютеры DEC VAX. Интерактивная работа с COS также была возможна через коммуникационный компьютер, но большинство пользователей предпочитали просто выдавать пакетные задания.
Постоянно хранящиеся на диске данные, использовавшиеся в программе пользователя, были «локальными» (local) для отдельного задания. Когда задание было выполнено, его локальные данные должны были быть возвращены и восстановлены. Для удержания данных между заданиями их надо было явно обозначить как «постоянные» (permanent). Также поддерживалась работа с данными на магнитной ленте, если компьютер Cray был оборудован подсистемой ввода-вывода.
COS также обеспечивала планирование заданий и средства для перезапуска с контрольной точки для управления большими рабочими нагрузками, даже когда система бездействовала (планово или внепланово).
Внутренне COS была разделена на очень маленькие диспетчеры передачи сообщений и множество системных процессоров (System Task Processors). Каждый STP был похож по сути на программы обработки данных с периферийных устройств в ранних ОС Control Data. Например, PDM использовался для управления постоянными данными, TDM для данных на магнитных лентах, DQM для управления запросами к дискам, и т. д.
Исходный код COS версии 1.13 был объявлен общественным достоянием, его копий не сохранилось, и поэтому COS считалась утерянной, пока в 2012 году одним из пользователей не был обнаружен и выложен в интернет образ диска с версией 1.17.